# Roger Leir
Roger Krevin Leir (20 tháng 3 năm 1935 – 14 tháng 3 năm 2014) là một bác sĩ phẫu thuật chân và nhà UFO học người Mỹ nổi tiếng là một nhà điều tra về dị vật cấy ghép ngoài hành tinh khả nghi. Leir đã viết những cuốn sách như The Aliens and the Scalpel, và xuất hiện trên nhiều chương trình phát thanh và truyền hình khác nhau, bao gồm Coast to Coast AM, tuyên bố rằng ông đã phát hiện ra bằng chứng về "thí nghiệm phi địa cầu trên con người".

## Sự nghiệp
Leir chào đời tại khu vực Vịnh San Francisco vào năm 1935. Ông chuyển đến miền nam California khi mới 13 tuổi. Ông mô tả trí tưởng tượng thời thơ ấu của mình là "hoang dã và sống động", thường tưởng tượng rằng mình có thể bay. Ông theo học Đại học Nam California và tốt nghiệp Cử nhân Khoa học năm 1961. Năm 1964, ông đủ điều kiện làm bác sĩ phẫu thuật chân, và sau đó tham gia vào chi nhánh địa phương của Mạng lưới UFO Song phương (MUFON).
Tại một hội nghị MUFON năm 1995, Leir đã kiểm tra tia X từ một người phụ nữ tin rằng cô là kẻ bị người ngoài hành tinh bắt cóc. Sau đó ông rút được hai vật lạ bằng kim loại nhỏ từ cô, và cũng từ một bệnh nhân thứ hai. Các vật thể này được phân tích bởi Viện Khai mỏ và Công nghệ New Mexico, xác định rằng chúng "bao gồm các nguyên tố thường được tìm thấy", chẳng hạn như sắt hoặc nhôm. Khi mô tả một số nguyên tố này, báo cáo phòng thí nghiệm đã tham chiếu đến thành phần của các thiên thạch. Leir giải thích điều này có nghĩa là các vật thể được lấy ra khỏi bệnh nhân của ông là "có nguồn gốc ngoài Trái Đất". Ông tin rằng các vật thể này là thiết bị được cấy ghép bởi người ngoài hành tinh và "bằng chứng khoa học về thí nghiệm phi địa cầu trên con người". Leir sớm trở nên nổi bật trong cộng đồng nghiên cứu hiện tượng người ngoài hành tinh bắt cóc và UFO. Ông đã thuê một nha sĩ, một bác sĩ X quang và một bác sĩ phẫu thuật đa khoa để hỗ trợ ông thực hành. Leir tuyên bố các vật thể mà ông lấy ra khỏi bệnh nhân phát ra "sóng vô tuyến tần số không gian sâu", có đặc tính từ tính lạ hoặc có cấu trúc tinh thể kỳ lạ. Theo nhà điều tra hoài nghi Joe Nickell, các "dị vật cấy ghép" mà Leir tuyên bố đã phát hiện ra rất có thể là những vật thể bình thường như mảnh thủy tinh hoặc mảnh kim loại bị kẹt ở cánh tay, bàn tay, cẳng chân và bàn chân do ngã vô tình hoặc đi chân trần. Khi được yêu cầu cung cấp cho một viện y tế pháp y các mẫu vật hoặc hình ảnh để phân tích, cộng sự của Leir là Derrel Sims đã từ chối.
Leir đã viết quyển The Aliens and the Scalpel (Người ngoài hành tinh và dao mổ) vào năm 1999, mô tả ca phẫu thuật "dị vật cấy ghép" của mình. Cuốn sách tiếp theo của ông, Casebook: Alien Implants (Sổ ghi chép: Dị vật cấy ghép ngoài hành tinh), được xuất bản năm 2000. Ông bắt đầu xuất hiện trên nhiều chương trình phát thanh và truyền hình khác nhau, và phát biểu tại các hội nghị về UFO. Vào năm 2001, một nhà báo đến thăm văn phòng của ông ở Ventura, California đã đưa tin rằng trong phòng chất đống tạp chí UFO và một kệ chứa đầy "những con búp bê ngoài hành tinh mắt bọ". Năm 2003, ông đi sang Varginha, Brasil để điều tra vụ tai nạn được cho là của tàu vũ trụ ngoài hành tinh và cho xuất bản một cuốn sách vào năm 2005 có tựa đề UFO Crash in Brazil (Vụ tai nạn UFO ở Brasil).

## Cái chết
Leir chết sáu ngày trước sinh nhật thứ 79 của ông vào ngày 14 tháng 3 năm 2014. Nguyên nhân cái chết được xác định là do một cơn đau tim.